# Violette de Liège
Ne doit pas être confondu avec La Violette, l'hôtel de ville de Liège
 (décembre 2020).
Si vous disposez d'ouvrages ou d'articles de référence ou si vous connaissez des sites web de qualité traitant du thème abordé ici, merci de compléter l'article en donnant les références utiles à sa vérifiabilité et en les liant à la section « Notes et références ».
 (août 2021).
 (août 2021).
L'article doit être relu — et modifié si nécessaire — par des contributeurs indépendants pour apporter un regard critique aux contributions effectuées en violation des conditions d'utilisation de Wikipédia, tant sur la forme (notamment concernant le style encyclopédique, la proportionnalité) que sur le fond (la neutralité de point de vue, la qualité et l'indépendance des sources).
Les violettes de Liège sont des friandises cristallisées dans le sucre, spécialités de la région de Liège en Belgique depuis 1895. Elles sont produites à Sprimont, au sud de Liège par la petite confiserie familiale Gicopa. 

## Caractéristiques
Il s'agit de petits bonbons durs aux colorants naturels d'un diamètre d'environ 2,5 cm, d'une épaisseur d'environ 1 cm et d'un poids avoisinant les 5 g. La friandise représente les cinq pétales de la violette et est recouverte d'une très fine pellicule de sucre glace. Elle se compose de sucre de Tirlemont, de glucose, d'acide citrique, d'arôme de violette et de colorants naturels. Après la cuisson, un mélange manuel de la préparation chaude, appelée la « cuite », permet de retravailler la pâte qui passe de 145 °C à 85 °C avant de transformer celle-ci en un long boudin qui est alors mis en forme de violettes avant de passer au givrage où les friandises sont refroidies et saupoudrées d'une fine couche de sucre pour éviter qu'elles ne collent entre elles. Cette finition donne également le goût immédiat au bonbon.

## Historique
La violette de Liège est fabriquée depuis 1895 par la confiserie et boulangerie Gicopa (pour Gillard Confiserie Pain d'épices) fondée par Hubert Gillard et son épouse et implantée dans le centre de Herstal (dans l'agglomération liégeoise).
Dans les années 1980, la confiserie est rachetée par la famille Lemaire-Lemoine, qui installe son siège et son lieu de fabrication à Sprimont en 2003, où elle est aujourd'hui encore en activité.
En 2015, l'entreprise est rachetée par Dries De Muynck qui perpétue la tradition en poursuivant la production d'autres bonbons (appelés « chiques » en province de Liège) comme les cerises citriques (appelées communément « couilles de singe ») et des mets de pâtisserie comme le massepain cuit ou la spéculation, une variété moelleuse du spéculoos.
L'appellation « Vraie Violette de Liège® » et Vraie Violette® sont des marques déposées. Actuellement, la confiserie Gicopa produit environ 2 tonnes de violettes par jour, soit 400 000 violettes, et occupe 10 personnes. Le Glacon Liégeois®, un bonbon à la menthe bleu clair, est également produit et commercialisé par Gicopa. 
C'est une friandise très populaire en région liégeoise. À la Liège, la Vraie Violette de Liège est offerte à tous les jeunes mariés lors de la cérémonie à l'hôtel de ville qui s'appelle La Violette. La violette de Liège est aussi appréciée dans les autres régions de Belgique et s'exporte désormais aux Pays Bas, en France, au Chili et aux États-Unis.

## Autres violettes
- La violette de Toulouse
- Le caramelo de violeta en Espagne